# Plácido Vega Daza
Plácido Vega Daza  (El Fuerte, Sinaloa; 1830-Acapulco, Guerrero; 4 de enero de 1878) fue un militar y político mexicano. 
En forma intermitente fue gobernador de Sinaloa del 4 de junio de 1859 al 11 de enero de 1863. Enfrentó varios intentos de derrocamiento. Uno por el general Antonio Rosales, desde Culiacán y otro desde Nayarit por Bibiano Dávalos, que fue ordenado por Ramón Corona.
Fue descendiente directo de Cristóbal Colón. Su nombre completo era Plácido de la Vega Daza y Colón de Portugal, tátara nieto del duque de Veragua Pedro Manuel Colón de Portugal.

## El Plan de Ayutla
Proclamado el Plan de Ayutla, el primero de enero de 1854, Plácido Vega encabezó en Sinaloa las fuerzas armadas opositoras al gobierno de Antonio López de Santa Anna, y tras el triunfo de aquel se retiró a la vida particular.

## El Plan de El Fuerte
Sin embargo, el 19 de agosto de 1858 Vega reaparece en la vida pública al promulgar el Plan de El Fuerte, pugnando contra del Plan de Tacubaya. Junto con Ignacio Pesqueira libera Mazatlán de los conservadores el 3 de abril de 1859.
En noviembre de 1859 fue doblegado por Sidney Grenfell, capitán de la marina de guerra de Inglaterra, quien con su barco Amethyst amenazaba con bombardear Mazatlán. El 17 de enero de 1861 ordena la clausura del Seminario Conciliar de Culiacán.
Siendo Mazatlán la capital del estado, en septiembre de 1862 fundó la primera escuela de instrucción secundaria en la entidad, el Ateneo Hidalgo.

## La Intervención Francesa
Durante la Intervención Francesa, Plácido Vega abandonó la gubernatura del estado para ponerse al frente de la Brigada Sinaloa, la cual viajó en barcos desde Mazatlán hasta Zihuatanejo, y luego los soldados caminaron hasta Acapulco. De ahí caminaron y cabalgaron hasta la ciudad de México. La Brigada Sinaloa pasó a formar parte del Ejército del Centro, y Vega fue nombrado comandante de la Tercera División de aquel,  bajo el mando de Ignacio Comonfort. En la Batalla de San Lorenzo, el 8 de mayo de 1863, el ejército francés sorprendió a la Primera y la Segunda divisiones del Ejército del Centro, la Tercera División cubrió la retirada que efectuaban aquellas evitando así mayor número de bajas.

## Agente secreto en California
En San Luis Potosí, durante su presidencia errante, Benito Juárez ordenó a Vega Daza se trasladara a Mazatlán a conseguir recursos económicos para la compra de armas y pertrechos de guerra para proseguir la guerra contra Francia y el Imperio Mexicano. Después se le ordenó viajar a California como Enviado Especial del Supremo Gobierno para obtener armas, pertrechos, recursos y mercenarios para continuar dicha guerra. 
Contrario a lo que se asegura, a pesar de la política de neutralidad de los Estados Unidos y las leyes que prohibían la exportación de armas, Plácido Vega se las ingenió para enviar a México armamento y pertrechos.
En California, Vega Daza apoyaba y promovía las actividades de las Juntas Patrióticas, las cuales estaban integradas por mexicano-estadounidenses, quienes apoyaban la causa del México Independiente.
También desde San Francisco respondió cartas que le fueron enviadas por Manuel Lozada, José Casanova y los generales Pedro Ampudia y Anastasio Parrodi en las que le invitaban a abandonar la causa de Benito Juárez y adherirse a los imperialistas. Carta tras carta, con mesura pero demostrando su amor por México, Plácido Vega les respondió repudiando los argumentos proimperialistas.
Tras de ser revocado su nombramiento, en agosto de 1866 el general Vega desembarcó cerca de Topolobampo, Sinaloa, con dos barcos cargados de armamentos y voluntarios estadounidenses que lucharían contra los franceses e imperialistas.

## Rendición de Cuentas
En la ciudad de Chihuahua, Plácido Vega se entrevistó con el presidente Benito Juárez y le dio una rendición previa de las cuentas de su misión en California. Sin embargo, Sebastián Lerdo de Tejada, ministro de gobernación, le exigió públicamente la comprobación de dichos gastos.
El 29 de junio de 1867 Vega Daza publicó el folleto titulado Plácido Vega da Cuenta al Gobierno de la República Mejicana Sobre la Comisión que le fue Conferida al Exterior en el cual hizo pública su rendición de cuentas. No obstante Lerdo de Tejada le acusó de delitos que jamás quedaron claros. Fue hecho preso en Mazatlán, se escapó en Colima cuando era conducido a la Ciudad de México, huyó del país y se refugió en Estados Unidos.

## Sus levantamientos contra el gobierno
De vuelta en Sinaloa, en febrero de 1870 se adhirió al gobernador de Zacatecas, general Trinidad García de la Cadena, intentando derrocar a Benito Juárez. Intentando hacerse de armas y dinero ordenó al coronel Fortino Vizcaíno tomase de la aduana de Guaymas miles de armas que él mismo había mandado traer de San Francisco; acto conocido como el Asalto a Guaymas, y que tuvo lugar el 28 de mayo de 1870.
Tras el fracaso de este movimiento golpista, Vega Daza se refugió en Texas. Tiempo después de que Porfirio Díaz derrocara a Sebastián Lerdo de Tejada, Vega regresó a México. 
Murió el 4 de diciembre de 1878 en Acapulco, Guerrero.

## La Enemistad con Eustaquio Buelna
El 11 de enero de 1862 el Congreso del Estado nombró a Eustaquio Buelna Gobernador Sustituto. Sin embargo, éste se desempeñaba como Secretario de Gobierno durante la administración de Vega Daza, además de que había desertado del Congreso General. Por esta última razón Vega lo vetó el día 12 siguiente. En respuesta Buelna renunció a su puesto de Secretario de Gobierno.
Posteriormente Eustaquio Buelna escribió, entre otros,  los libros Apuntes Para la Historia de Sinaloa. 1821-1882 y  Breves Apuntes para la Historia de la Guerra de Intervención en Sinaloa  en los cuales cuestiona y critica las actuaciones del general Vega, además de acusarle de diversos actos.
No obstante, Antonio Lerma Garay en su libro El General Traicionado. Vida y Obra de Plácido Vega Daza asevera que en aquellos Buelna mintió, tergiversó y ocultó hechos relativos a Vega Daza. Con esa ausencia de imparcialidad en sus libros, acusa Lerma Garay, Buelna se convirtió en el fundador del oprobio post mortem de Vega Daza.
- Datos: Q7205913